# Patrick Chila
Patrick Chila (Ris-Orangis, 27 de novembro de 1969) é um ex-mesa-tenista francês. 

## Carreira
Patrick Chila representou seu país nos Jogos Olímpicos de 1992, 1996, 2000, 2004 e 2008, na qual conquistou a medalha de bronze em duplas, em 2000. 
Chila possui cinco participações olímpicas, e aposentou-se após os Jogos de Pequim em 2008.